# Nehvizdy

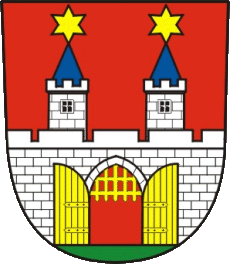
Nehvizdys vapen.

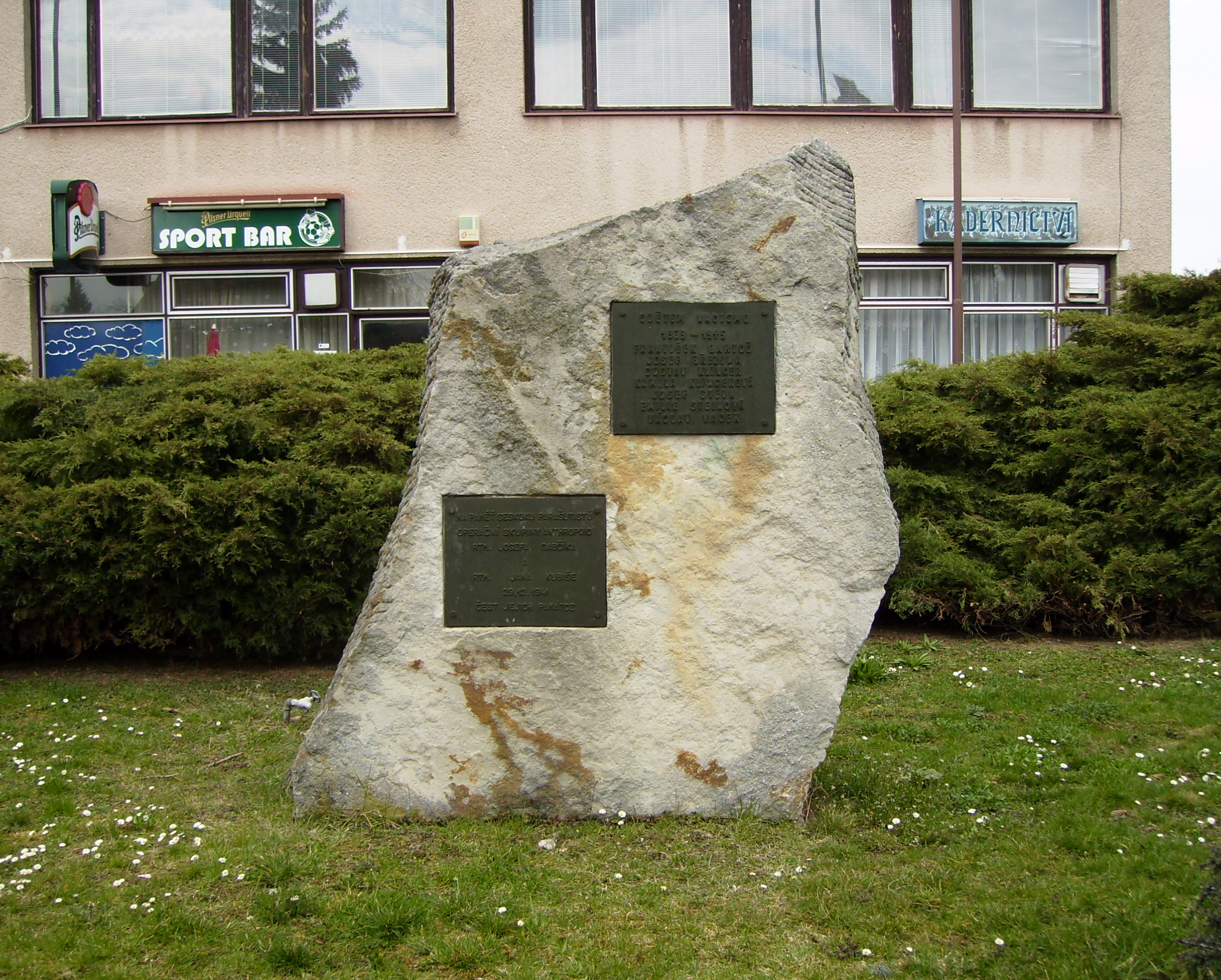
Minnessten över Jozef Gabčík och Jan Kubiš.

Nehvizdy är en köping i Praha-východ i den tjeckiska administrativa regionen Mellersta Böhmen. Orten, som för första gången omnämns i ett dokument från år 1352, hade 2 602 invånare år 2016.
En av köpingens sevärdheter är den gotiska Sankt Wenzel-kyrkan från sent 1200-tal.

## Historia
De två fallskärmsjägarna Jozef Gabčík och Jan Kubiš, som hade fått i uppdrag att döda Böhmen-Mährens ställföreträdande riksprotektor Reinhard Heydrich, landade i närheten av Nehvizdy i december 1941. På platsen finns en minnessten.